# Operacja Rawiw
Operacja Rawiw (hebr. מבצע רביב, Miwca Rawiw) – operacja wojskowa przeprowadzona przez Siły Obronne Izraela 9 września 1969 roku podczas wojny na wyczerpanie. Celem operacji było przeniesienie działań zbrojnych na terytorium Egiptu, uderzenie na cele wojskowe i wywołanie dezorganizacji w szeregach armii egipskiej. W związku z tym siły izraelskie dokonały wcześniejszego ataku na jednostki egipskiej marynarki wojennej w celu zabezpieczenia obszaru operacji i szlaku morskiego dla okrętów desantowych. Następnie w nocy 9 września dokonano desantu na zachodnie wybrzeże Kanału Sueskiego. W celu zwiększenia zaskoczenia przeciwnika siły Cahalu użyły zdobytego podczas wojny sześciodniowej sprzętu radzieckiej konstrukcji (zmodernizowanych czołgów T-55 o nazwie Tiran 5 oraz transporterów BTR-50). Podczas pięćdziesięciokilometrowego rajdu wzdłuż wybrzeża zaatakowano egipskie dowództwo w Abu Daradż oraz zniszczono radzieckiej konstrukcji radar i systemy przeciwlotnicze w Ras Zafaranie. Po godzinie 13 tego samego dnia siły izraelskie zostały ewakuowane, osiągając zamierzone cele operacji.

## Tło wydarzeń

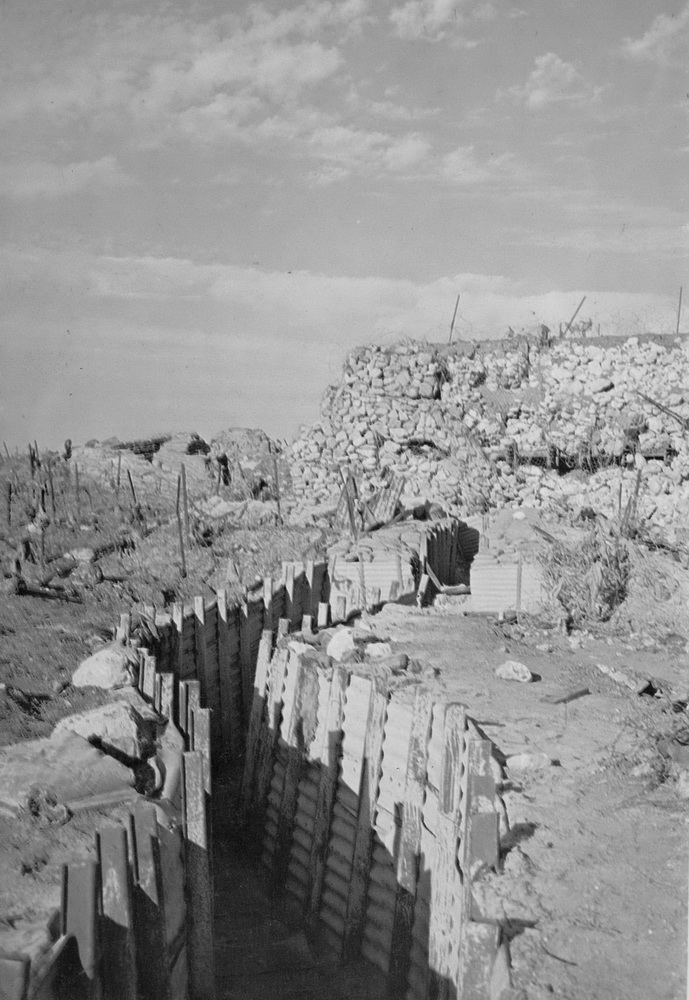
Izraelska linia Bar-Lewa wzdłuż wschodniego wybrzeża Kanału Sueskiego

Koniec wojny sześciodniowej w 1967 roku nie stanowił zakończenia konfliktu arabsko-izraelskiego. Państwa arabskie nie mogły się pogodzić ze zwycięstwem Izraela oraz ze wzrostem jego pozycji w regionie. We wrześniu 1967 roku odbyła się konferencja w Chartumie, na której do głosu doszli zwolennicy prowadzenia zdecydowanej polityki wobec Izraela. Uznali, że nie można prowadzić żadnych negocjacji i rozmów pokojowych z politykami izraelskimi. Egipcjanie nie pogodzili się ze stratą Synaju, a Izrael nie akceptował postanowień Rezolucji Rady Bezpieczeństwa ONZ nr 242 nakazującej mu zwrot zdobytych terytoriów. W wyniku napięć politycznych doszło początkowo do pojedynczych, później regularnych, ostrzałów pozycji jednej i drugiej strony nad Kanałem Sueskim. Toczący się od 1967 do 1970 roku konflikt nazwany został wojną na wyczerpanie. Gamal Abdel Naser wierzył, że przedłużający się zatarg doprowadzi do osłabienia Izraela. W trakcie konfliktu dochodziło do operacji desantowych, naruszeń przestrzeni powietrznych, ostrzałów i wypadów komandosów na tyły wroga. Egipt chciał przez to utrzymać zainteresowanie międzynarodowe sytuacją nad Kanałem Sueskim i zyskać sojuszników. Naser otrzymał szeroką pomoc wojskową ze Związku Radzieckiego. Z kolei Izrael nie chciał pokazać słabości i wycofać się z pozycji na zachodzie Synaju mimo strat wśród żołnierzy stacjonujących na linii Bar-Lewa. Obszar walk w trakcie wojny na wyczerpanie był również poligonem doświadczalnym dla nowego sprzętu amerykańskiego i radzieckiego.

## Przygotowania do operacji

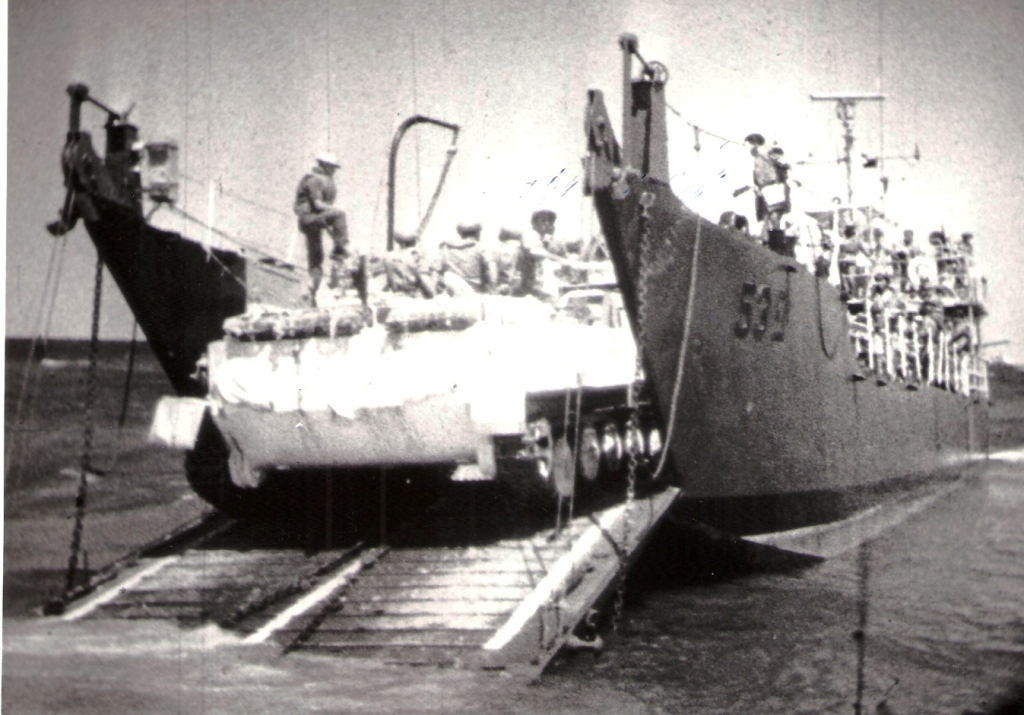
Załadunek izraelskiego transportera BTR

W drugiej połowie 1969 roku Egipcjanie zintensyfikowali ostrzał linii izraelskich. Dochodziło do naruszeń przestrzeni powietrznej, kilku egipskim pojazdom udało się też pojedynczym ataku wkroczyć niezauważenie na obszar Synaju i pozostać na nim przez kilka godzin, po czym wycofać się z powrotem na stronę egipską. W okolicy nie było żadnych jednostek Sił Obronnych Izraela, wobec czego nie doszło do zatrzymania lub ostrzelania Egipcjan. Wzmożona aktywność wroga sprawiła, że ówczesny Minister Obrony Izraela – Mosze Dajan – wezwał do przeprowadzenia nagłego i zdecydowanego ataku odwetowego, który przeniósłby teatr działań z Synaju na terytorium Egiptu oraz wywołałby dezorganizację na tyłach armii egipskiej. Pomysł spotkał się z aprobatą premier Goldy Meir, która skrytykowała eskalację konfliktu przez stronę egipską i chciała powstrzymać rosnącą liczbę ofiar po stronie Cahalu.
Dowódca izraelskiego Korpusu Morskiego – generał major Awraham Bocer i generał dywizji Awraham Adan zaproponowali przeprowadzenie wspólnej operacji przez Korpus Pancerny, marynarkę i Siły Powietrzne. Miałaby ona polegać na przetransportowaniu przez okręty desantowe żołnierzy wraz z czołgami na zachodni brzeg Kanału Sueskiego, gdzie doszłoby do ataku na wybrane cele. Byłaby to pierwsza operacja desantowa izraelskiej armii na taką skalę.

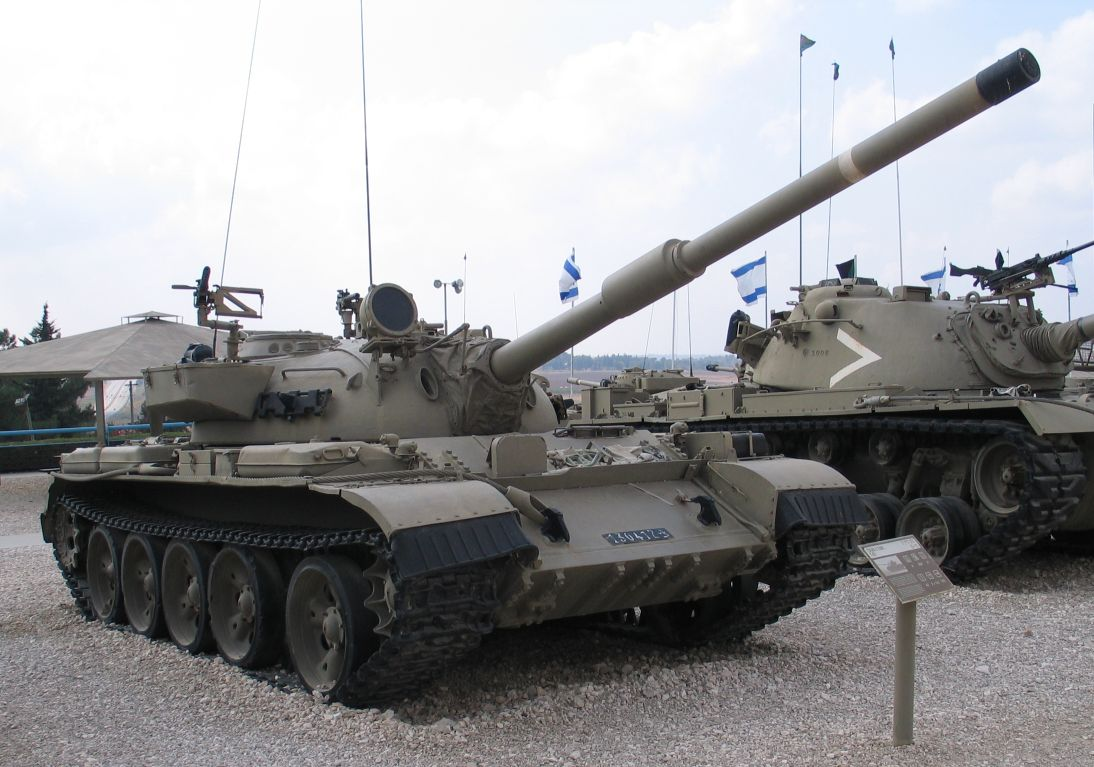
Czołg Tiran-5 w muzeum Jad la-Szirjon w Latrun

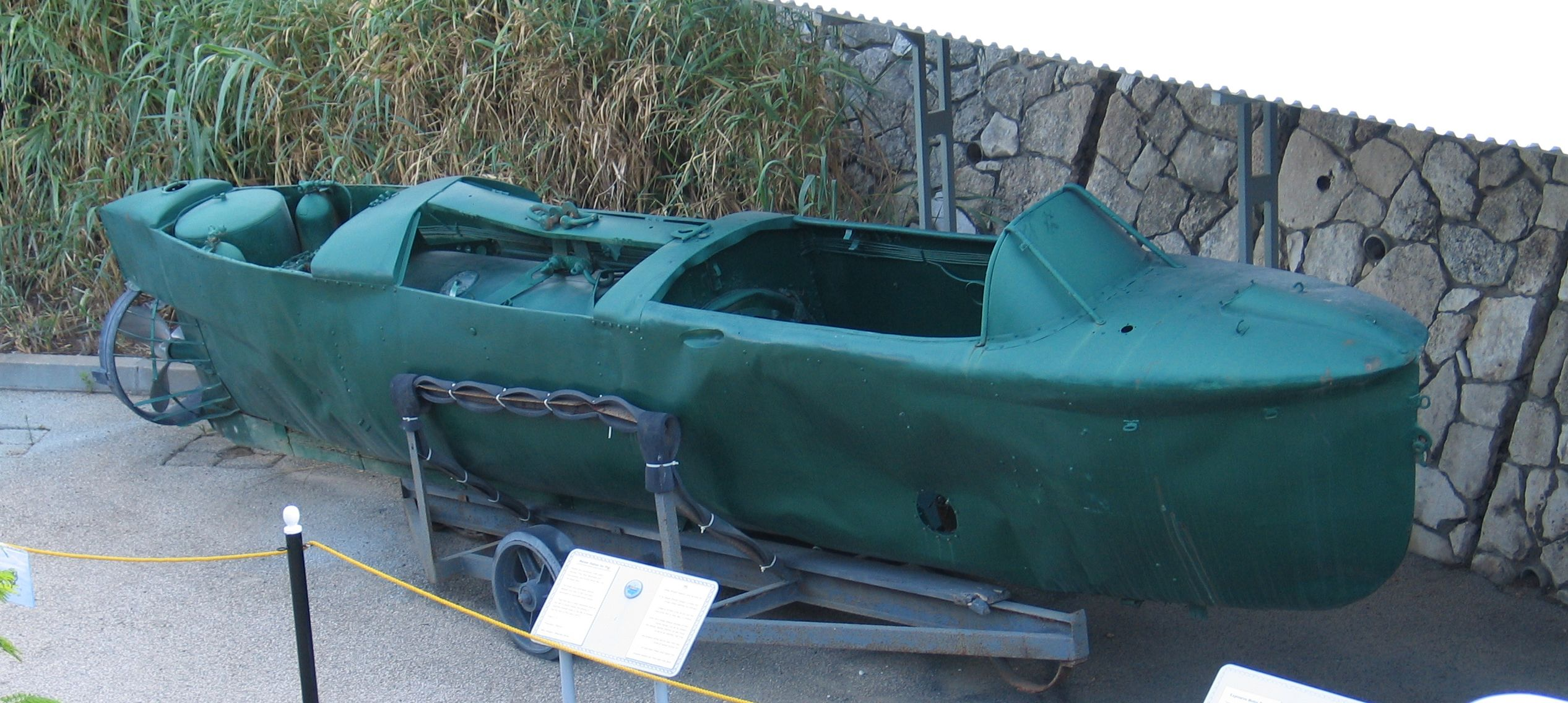
Izraelska torpeda kierowana/pojazd zanurzalny SDV Chazir

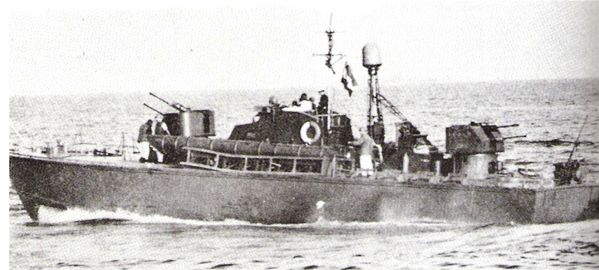
Egipski kuter torpedowy projektu 183 (wg kodu NATO P-6)

Postanowiono, że głównym obszarem działania będzie pięćdziesięciokilometrowy pas wybrzeża na południe od Al-Hafa’ir przez Abu Daradż aż do Ras Zafarany. W Abu Daradż znajdowało się dowództwo lokalnego batalionu, a w Ras Zafaranie znajdował się radziecki radar i radzieckie rakiety ziemia-powietrze S-75 (SA-2 w kodzie NATO), które utrudniały loty rozpoznawcze izraelskiemu lotnictwu. Oprócz tego w okolicy znajdowały się posterunki policyjne i liczne koszary.
Postanowiono, że do przeprowadzenia operacji zostaną użyte zdobyte podczas wojny sześciodniowej pojazdy radzieckiej konstrukcji: sześć czołgów Tiran 5 (zmodernizowany przez Cahal T-55) i trzy transportery BTR-50. Wszystkie zostały przemalowane na egipski kamuflaż pustynny ze znakami rozpoznawczymi lokalnych jednostek. Sześć tygodni wcześniej armia rozpoczęła ćwiczenia rozładunku, prowadzenia ognia w ruchu i załadunku na okręty desantowe. Wybrani do operacji żołnierze (komandosi Sajjeret Matkal, żołnierze 7. Brygady Pancernej, płetwonurkowie) musieli znać język arabski i nie mogli powiadamiać swoich rodzin o otrzymanym przydziale i misji. Do transportu sił uderzeniowych wyznaczono trzy okręty desantowe z eskortą łodzi motorowych. Dowództwo nad operacją powierzono podpułkownikowi Baruchowi Harelowi, jednostki morskie podlegały Ze’ewowi Jechezkielemu, a jednostką Szajjetet 13 dowodził podpułkownik Ze’ew Almog.
Kluczową kwestią dla przeprowadzenia operacji było zabezpieczenie szlaku morskiego do Al-Hafa’ir. Izraelski wywiad podał, iż w tamtym rejonie stacjonowały dwa egipskie kutry torpedowe projektu 183 radzieckiej produkcji. Wyznaczono je do ochrony terminalu paliwowego w Ras Sadat. To one zostały uznane za największe zagrożenie dla sukcesu operacji, ponieważ egipskie jednostki pancerne stacjonowały zbyt daleko od miejsca jej przeprowadzenia, a egipskie Siły Powietrzne w tym rejonie uznano za nieszkodliwe.
Dowództwo postanowiło zatopić kutry torpedowe, a do tego zadania wybrano komandosów Korpusu Morskiego. Do dyspozycji mieliby dwie torpedy SDV typu chazir, jednak większą część drogi do terminalu w Ras Sadat byłyby one holowane przez łodzie motorowe. Pierwsza próba wysadzenia kutrów miała mieć miejsce 5 września. Wówczas w Ras Sadat miały się znajdować dodatkowo egipskie tankowce. Jednak po dotarciu na miejsce okazało się, że kutrów w terminalu nie było i komandosi musieli się wycofać. Następna próba miała miejsce w nocy 7 września. Sposób dotarcia na miejsce był ten sam. Tym razem oba cele były zacumowane przy tankowcach. Komandosi przymocowali ładunki wybuchowe do kutrów torpedowych i oddalili się niezauważeni. O godzinie 02:15 doszło do wybuchu, a na miejscu spotkania kierowanych torped z łodziami motorowymi okazało się, że jednej z torped nie ma. Mimo poszukiwań nie znaleziono żadnych śladów. Dopiero o godzinie 06:00 śmigłowiec ratunkowy znalazł jednego komandosa z zaginionej torpedy. Wyjaśnił, iż w trakcie powrotu mechanizm samodestrukcji torpedy samoczynnie się włączył i musieli wyskoczyć z niej, a po jakimś czasie torpeda wybuchła. Wkrótce po tym odnaleziono trzy ciała zaginionych komandosów. Operacja zatopienia dwóch egipskich okrętów posłużyła także do odciągnięcia uwagi armii od obszaru, na którym Cahal miał przeprowadzić operację „Rawiw”.

## Przebieg operacji

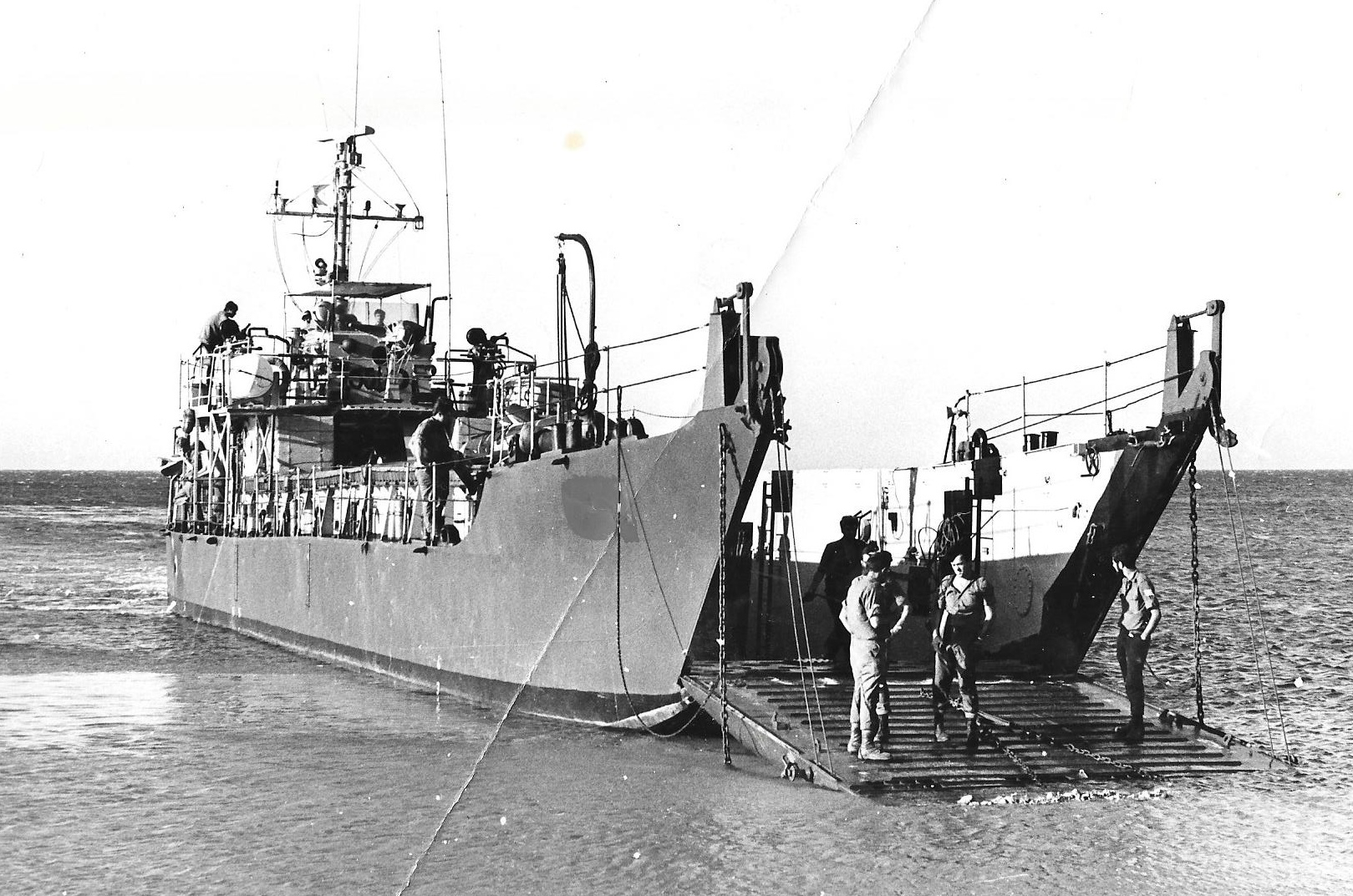
Izraelski okręt desantowy Szikmona P-55

Początek operacji przewidziano na noc z 8 na 9 września. O 23:30 w Ras Sudr na Synaju dokonano załadunku sił uderzeniowych na okręty desantowe, które następnie skierowały się do punktu wyładunku, 12 km na południe od Ras Sadat. Miejsce to zostało wcześniej zabezpieczone przez komandosów Szajjatet 13 i było pod ich stałą obserwacją. O godzinie 03:37, 9 września, zakończono rozładunek sił izraelskich na brzegu, a w krótkim czasie po tym wydarzeniu zaatakowano i zniszczono pierwszy napotkany egipski patrol drogowy, który zablokował wąską drogę pomiędzy górami a wybrzeżem, blokując jednocześnie drogę prowadzącą do Ras Sadat.
Zaraz po starciu kolumna ruszyła na południe w kierunku pierwszego celu – Abu Daradż. Po drodze Izraelczycy napotkali kolejną kolumnę Egipcjan. Harel, wykorzystując to, że dysponowali zdobycznym sprzętem egipskim, wydał rozkaz, aby stanąć na poboczu i przepuścić czołgi przeciwnika. W momencie, kiedy ostatnie pojazdy minęły kolumnę Izraelczyków, ci ostrzelali ostatnie czołgi w kolumnie. Zaskoczeni żołnierze egipscy nie mieli czasu na odpowiedź. O świcie, zanim Harel dotarł do Abu Daradż, izraelskie lotnictwo przeprowadziło uderzenie na Ras Zafaranę, niszcząc radar i systemy przeciwlotnicze S-75. Jeden z samolotów A-4 Skyhawk został stracony, a jego pilot, major Chagaj Ronen, katapultował się nad Kanałem Sueskim, ale nie znaleziono go i został uznany za zaginionego. W nalocie miał także zginąć radziecki pułkownik, który wizytował jednostkę wojskową i pełnił rolę instruktora. O godzinie 06:12 Izraelczycy dotarli do koszar w Abu Daradż. Przy wsparciu izraelskiej artylerii kalibru 130 mm z Synaju Harel rozpoczął atak, zajmując cel po 20 minutach walki. Żołnierze egipscy nie byli przygotowani na ten atak i nie dysponowali bronią przeciwpancerną by móc odeprzeć uderzenie. Izraelczycy mieli rozkaz, aby z ocalałych pojazdów i radaru konstrukcji radzieckiej zabrać wyposażenie i części w celu zbadania ich po powrocie.
O godzinie 08:30 lub 10:00 oddział Harela spotkał się w wyznaczonym miejscu ze śmigłowcami, które dostarczyły amunicję i zapasy paliwa. Zabrały też jedynego rannego żołnierza w tej operacji, oficera wywiadu, który podczas ataku na Abu Daradż wyszedł z BTR-a i zabierał części radaru. Następnie oddział skierował się ku Ras Zafaranie, która już wcześniej została zaatakowana przez izraelskie lotnictwo. Pozostali w koszarach żołnierze po krótkiej wymianie ognia zaczęli uciekać, a Harel wydał rozkaz otoczenia bazy kordonem tak, aby żaden przeciwnik nie uciekł. W trakcie walki oddział otrzymał wiadomość od wywiadu, że w ich stronę kierują się trzy transportery wojskowe. Szybko zostały jednak wyeliminowane, a Izraelczycy wysadzili w powietrze pozostałości radaru.
Po wykonaniu zadania Harel wydał rozkaz, aby kierować się w stronę punktu zbornego, gdzie po zamaskowaniu oddział miał czekać, aż wieczorem zostałby ewakuowany. Awraham Adan zadecydował jednak, że byłaby to strata czasu, ponieważ egipskie lotnictwo nie przejawiało żadnej aktywności podczas operacji. Wobec tego czekanie byłoby bezcelowe. Postanowiono przyspieszyć ewakuację. Po drodze do punktu zbornego Izraelczycy zniszczyli słupy elektryczne i telegraficzne. Po 10 godzinach przebywania na egipskim terytorium oddział Harela został zabrany przez okręty 11. Flotylli na Synaj do portu w Abu Zanimie.

## Rezultat
W trakcie przeprowadzonej operacji Izraelczycy zrealizowali założone cele. Zniszczono dwa radary, systemy rakiet przeciwlotniczych S-75, zatopili dwa kutry torpedowe. Szacuje się, iż w starciach zginęło od 100 do 150 egipskich żołnierzy i policjantów. Zabito również dowódcę obrony rejonu, radzieckiego doradcę, dowódcę obrony wybrzeża. Zniszczono około 70 pojazdów, 3 BTR-y i 7 posterunków wojskowych pomiędzy Ras Sadat a Ras Zafaraną. Na następny dzień, po otrzymaniu informacji o przeprowadzonej przez Izraelczyków operacji, prezydent Naser doznał zawału serca, który spowodował, mimo rekonwalescencji, trwałe problemy zdrowotne. Po powrocie do swych obowiązków Naser zdymisjonował Szefa Sztabu, dowódcę marynarki, dowódcę obszaru Morza Czerwonego oraz wielu oficerów niższego szczebla. Siły egipskie nie odparły ataku, ponieważ lokalne dowództwo nie poinformowało o nim wyższych szczebli. Mimo to, egipskie źródła donosiły, że taka operacja nie miała miejsca, Izraelczycy zostali odparci jeszcze na morzu, ponosząc straty w ludziach i sprzęcie. Poinformowano o zatopieniu dwóch okrętów i zestrzeleniu trzech samolotów.
W przypadku strony izraelskiej straty objęły rannego oficera wywiadu, zniszczony samolot A-4 Skyhawk oraz zaginionego pilota; nie zanotowano innych strat. Generał Ezer Weizman uznał operację za najbardziej bezczelną, jaką do tej pory przeprowadziła armia izraelska. Izraelski rząd uznał, że Cahal jest zdolny do przeprowadzenia uderzenia w każdym miejscu i czasie. W operacji brał udział dziennikarz gazety „Ma’ariw”, w której 10 września ukazała się relacja z przeprowadzonych działań.